# Steinfirst (Spessart)
Die oder auch der Steinfirst ist ein 511,8 m ü. NHN hoher Berg in den nordöstlichen Ausläufern des Spessarts bei Sinntal im hessischen Main-Kinzig-Kreis in Deutschland.

## Geographie
Die Steinfirst liegt südwestlich von Mottgers. Im Norden des Berges befindet sich der Ortsteil Sterbfritz, im Westen Breunings und im Süden Neuengronau. Die Steinfirst wird im Westen durch den Lederhosebach und im Norden durch den Auerbach begrenzt. Östlich fallen die Hänge steil zur Schmalen Sinn ab. An seinem Nordwestfuß entspringt die Kinzig. Die Steinfirst besitzt einen Doppelgipfel, durch dessen Scharte ein Weg verläuft. Beide Gipfel sind etwa gleich hoch (Nordostgipfel 511,8 m, Südwestgipfel 492,9 m) und liegen auf der Gemarkung von Mottgers. An den Nordwesthängen des Berges liegt das Naturschutzgebiet Hohe Wiese und Steinfirst bei Breunings.